# Brod (župa)
Brod je bila politička župa u ranosrednjovjekovnoj oblasti Bosni. Nalazila se sjeverozapadno od političke župe Vrhbosne, oko današnje Zenice.
Spominje se prvi put 1244. u ispravi kralja Bele IV., a zatim u ispravi bana Tvrtka I. za velikaša Stjepana Rajkovića (oko 1373.). Pod osmanskom vlašću na tom je području organizirana nahija (spominje se prvi put 1468.) u koju su ušle srednjovjekovne župe Visoko, Bobovac, Brod, Lašva, Vrhlašva, Jajce, Vrhovina, Kotor, Banja Luka, Tešanj, Maglaj, Doboj, Kobaš, Dubica, Kostajnica, Novi, Sana i Kamengrad. U izvornoj građi pojavljuje se 1531. kadiluk Brod (ili Bosna Brod) sa sjedištem u Travniku, a pripadali su mu još Žepče, Maglaj i Tešanj. Godine 1851. promijenio je naziv u Travnički kadiluk, a nahija je ukinuta 1865.